# Scot Pollard
Scot L. Pollard (Murray, Utah, 12 de febrero de 1975) es un exjugador de baloncesto profesional estadounidense. Jugó para 5 equipos en 11 años de carrera en la NBA. Pasó la mayor parte de su carrera en los Sacramento Kings y los Indiana Pacers, equipos en los que jugó en la posición de pívot gracias a sus 2,11 metros de estatura. Durante su época de jugador, Pollard era distinguido por sus únicos y extravagantes cortes de pelo.
Pollard nació en Utah y creció en San Diego y Kennewick, Washington. Asistió a la Universidad de Kansas y fue la selección número 19 del Draft de la NBA de 1997, seleccionado por los Detroit Pistons. A excepción de su primera temporada, Pollard apareció en los Playoffs de la NBA, incluso en las Finales de la NBA de 2007 con los Cleveland Cavaliers. Ganó un campeonato en su última temporada (2007-08) con los Boston Celtics.

## Carrera

### Secundaria y Universidad
Pollard jugó a baloncesto durante tres años en el Instituto Torrey Pines de San Diego, California, antes de mudarse a Kennewick, donde asistió al Instituto Kamiakin. Tras graduarse allí, adelantó sus estudios universitarios en la Universidad de Kansas, donde se graduó en 1997. En su etapa en la NCAA, Pollard finalizó en el sexto lugar de la historia de Kansas en tiros libres intentados, con 358; cuarto en rebotes con un total de 850; y segundo en tapones, con 218.

### NBA
Pollard fue seleccionado en la 19.ª posición del Draft de la NBA de 1997 por los Detroit Pistons. En su primer año en la liga disputó tan sólo 33 partidos, promediando 2,7 puntos por partido y 2,2 rebotes. 
Fue traspasado a Atlanta Hawks por Christian Laettner, siendo cortado un mes después sin debutar en el equipo. Pollard fue enviado a Sacramento Kings, donde jugó sólo 16 partidos en la campaña del lockout (1999-2000) a causa de una lesión. Durante su estancia en los Kings se consagró como un gran reserva, dando descanso al pívot Vlade Divac, y cumpliendo como ala-pívot titular tras la baja por lesión de Chris Webber. 
Pollard pasó la temporada 2002-03 muy castigado por las lesiones, siendo traspasado a Indiana Pacers tras la finalización del curso. En sus tres años en Indiana jugó poco, aportando intensidad y defensa en sus limitados minutos en cancha. Tras la campaña 2005-06, Pollard terminó su contrato, que no fue renovado. Luego firmó en verano un contrato por un año con Cleveland Cavaliers. En agosto de 2006 fichó por Boston Celtics como agente libre.
En la temporada 2007-08 de la NBA, Pollard fue parte de la rotación de los Boston Celtics durante gran parte de la temporada, pero cedió su puesto a finales de la temporada regular y con la llegada de PJ. Brown para reforzar la zona interior de los Celtics. Aunque obtuvo el ansiado campeonato con los Celtics y recibió su anillo de campeón, su tiempo en la cancha fue escaso y no jugó en Playoffs.
En la temporada 2008-09, Pollard quedó como agente libre sin ser fichado por ningún equipo, apareció en actos informales como la entrega de anillos por parte de los Boston Celtics y en la celebración que los Sacramento Kings le hicieron a su ex-superestrella Chris Webber, retirándole el número 4. Ésta fue la última aparición formal de Pollard.

## Estadísticas de su carrera en la NBA

### Temporada regular
| Año     | Equipo     | PJ  | PT | MPP  | %TC  | %3P  | %TL  | RPP | APP | ROB | TPP | PPP |
| ------- | ---------- | --- | -- | ---- | ---- | ---- | ---- | --- | --- | --- | --- | --- |
| 1997–98 | Detroit    | 33  | 0  | 9.6  | .500 | .000 | .826 | 2.2 | .3  | .2  | .3  | 2.7 |
| 1998–99 | Sacramento | 16  | 5  | 16.2 | .541 | .000 | .696 | 5.1 | .3  | .5  | 1.1 | 5.1 |
| 1999–00 | Sacramento | 76  | 5  | 17.6 | .527 | .000 | .717 | 5.3 | .6  | .7  | .8  | 5.4 |
| 2000–01 | Sacramento | 77  | 8  | 21.5 | .468 | .000 | .749 | 6.0 | .6  | .6  | 1.3 | 6.5 |
| 2001–02 | Sacramento | 80  | 29 | 23.5 | .550 | .000 | .693 | 7.1 | .7  | .9  | .9  | 6.4 |
| 2002–03 | Sacramento | 23  | 0  | 14.1 | .460 | .000 | .605 | 4.6 | .3  | .6  | .6  | 4.5 |
| 2003–04 | Indiana    | 61  | 3  | 11.1 | .412 | .000 | .571 | 2.7 | .2  | .4  | .4  | 1.7 |
| 2004–05 | Indiana    | 49  | 17 | 17.7 | .473 | .000 | .673 | 4.2 | .4  | .6  | .5  | 3.9 |
| 2005–06 | Indiana    | 45  | 32 | 17.1 | .455 | .000 | .763 | 4.8 | .5  | .8  | .4  | 3.8 |
| 2006–07 | Cleveland  | 24  | 0  | 4.5  | .423 | .000 | .500 | 1.3 | .1  | .2  | .0  | 1.0 |
| 2007–08 | Boston     | 22  | 0  | 7.9  | .522 | .000 | .682 | 1.7 | .1  | .1  | .3  | 1.8 |
| Total   |            | 506 | 99 | 16.5 | .494 | .000 | .709 | 4.6 | .4  | .6  | .7  | 4.4 |

### Playoffs
| Año     | Equipo     | PJ | PT | MPP  | %TC  | %3P  | %TL  | RPP | APP | ROB | TPP | PPP |
| ------- | ---------- | -- | -- | ---- | ---- | ---- | ---- | --- | --- | --- | --- | --- |
| 1998–99 | Sacramento | 5  | 0  | 14.8 | .667 | .000 | .600 | 2.2 | .2  | .8  | 1.2 | 3.0 |
| 1998–99 | Sacramento | 5  | 0  | 14.8 | .667 | .000 | .600 | 2.2 | .2  | .8  | 1.2 | 3.0 |
| 1999–00 | Sacramento | 5  | 0  | 14.0 | .563 | .000 | .333 | 3.2 | .2  | .4  | .2  | 4.0 |
| 2000–01 | Sacramento | 8  | 0  | 17.6 | .633 | .000 | .588 | 6.9 | .3  | .1  | .9  | 6.0 |
| 2001–02 | Sacramento | 15 | 0  | 12.9 | .525 | .000 | .667 | 3.5 | .2  | .5  | .3  | 3.3 |
| 2002–03 | Sacramento | 8  | 0  | 11.4 | .292 | .000 | .769 | 3.8 | .3  | .1  | .9  | 3.0 |
| 2003–04 | Indiana    | 3  | 0  | 4.3  | .000 | .000 | .500 | 1.3 | .0  | .3  | .0  | .7  |
| 2004–05 | Indiana    | 9  | 0  | 7.4  | .400 | .000 | .500 | 1.2 | .1  | .1  | .0  | 1.4 |
| 2005–06 | Indiana    | 4  | 0  | 3.8  | .000 | .000 | .000 | 1.3 | .0  | .2  | .0  | .0  |
| 2006–07 | Cleveland  | 3  | 0  | 1.0  | .000 | .000 | .000 | .0  | .0  | .0  | .0  | .0  |
| Total   |            | 60 | 0  | 11.1 | .496 | .000 | .610 | 3.1 | .2  | .3  | .4  | 2.9 |

## Vida personal
Recibió un trasplante de corazón en febrero de 2024.

### Actividad en cine y televisión
Durante la temporada 2007-08 de la NBA condujo el segmento "Planet Pollard" en el programa Celtics Now transmitido por Comcast Sports Network. Esa misma temporada, estando inactivo debido a una lesión, sustituyó a Tom Heinsohn como comentarista en la transmisión de un partido por CSN de los Boston Celtics contra los Atlanta Hawks en abril de 2008. Posteriormente también se desempeñaría en la misma función en partidos de los Sacramento Kings, los Indiana Pacers y los Kansas Jayhawks.
Pollard incursionó en la actuación entre 2012 y 2014, interpretando pequeños papeles en las películas Barrio Tales, Rhino, Destination Planet Negro, Axeman at Cutter's Creek y Jayhawkers. 
En 2016, Pollard apareció como concursante de Survivor: Kaôh Rōng, la temporada 32 de la serie de telerrealidad Survivor de la cadena CBS de Estados Unidos. La competición fue filmada en Koh Rong, Camboya durante la primavera de 2015, y estrenada el 17 de febrero de 2016. Ocupó el octavo lugar, siendo la novena persona más votada del concurso.
En 2017 se estrenó The Profit, la primera película en la que actuó como protagonista.